# Lê Anh Tông
Lê Anh Tông (Chữ Nôm: 黎英宗, * 1532; † 22. Januar 1573, eigentlicher Name Lê Duy Bang (黎維邦)), posthumer Name Tuấn Hoàng đế (峻皇帝), war der 3. Kaiser der Restaurierten Lê-Dynastie und zugleich der 14. Kaiser der Späteren Lê-Dynastie von Vietnam. Er regierte den südlichen Teil Đại Việts von 1556 bis zu seinem Tod 1573 während des Lê–Mạc Krieges.

## Herkunft
Lê Duy Bang wurde 1532 in Thanh Hóa geboren. Laut Đại Việt sử ký toàn thư, der offiziellen historischen Chronik von Đại Việt unter der Restaurierten Lê-Dynastie, war er der Nachkomme vierten Grades von Lê Trừ, der zweite Bruder von Lê Thái Tổ, der Gründer der Lê-Dynastie. Es wurde aufgezeichnet, dass Duy Bangs Vater Lê Duy Khoáng und seine Mutter eine namentlich nicht genannte Frau aus Thanh Hóa war.

## Herrschaft
Im Jahr 1556 starb Kaiser Lê Trung Tông in jungen Jahren ohne einen Erben. Dies bedeutete das Aussterben der direkten Linie von Lê Thái Tổ. Trịnh Kiểm, der seit der Herrschaft von Lê Trang Tông praktisch der Herrscher des Südens von Đại Việt war, beschloss, Duy Bang zum neuen Kaiser zu wählen.
Seit 1533 herrschte in Đại Việt ein Bürgerkrieg zwischen den Lê-Sympathisanten und der Mạc-Dynastie, der die Nation in zwei Teile spaltete. Das Gebiet von der chinesischen Grenze bis Thanh Hóa wurde von der Mạc-Dynastie regiert. Die Lê-Kaiser regierten von Thanh Hóa bis Thuận Hóa. Jedoch lag die tatsächliche Autorität beim Militärführer Nguyễn Kim und nach Kims Tod im Jahr 1545 übernahm sein Schwiegersohn Trịnh Kiểm diese Rolle. Daher musste Lê Anh Tông/Lê Duy Bang, nachdem er um 1556 Kaiser geworden war, mit Trịnh Kiểm bei der Führung des Krieges gegen der Mạc-Dynastie zusammenarbeiten, um Vietnam zu vereinen. Mit der Hilfe von Trịnh Kiểm und dem fähigen General Lê Cập Đệ errang Kaiser Lê Anh Tông mehrere Siege gegen die Streitkräfte der Mạc-Dynastie. Die Mạc-Armee unter der Führung von Mạc Kính Điển, einem außergewöhnlich talentierten Prinzen und Heerführer, gelang es jedoch, weite Teile des Nordens zu halten. Die ständigen Kämpfe zwischen den beiden Kaiserhäusern verursachten schweren Schaden in den Landwirtschaftsflächen Đại Việts. Im Jahr 1565 organisierte Anh Tông eine kaiserlich Beamtenprüfung, um konfuzianistische Gelehrte als Zivilbeamte auszuwählen. Zehn Beamte bestanden die Prüfung mit Bestnoten.
Im Jahr 1570 starb Trịnh Kiểm. Anh Tông ernannte Kiểms ältesten Sohn, Trịnh Cối, zum neuen Fürsten und kontrollierte sowohl die Regierung als auch die Armee der Lê-Dynastie. Trịnh Cối erwies sich bald als ein inkompetenter Herrscher und wurde von seinem jüngeren Bruder Trịnh Tùng gestürzt. Unter dem Kommando von Trịnh Tùng und Lê Cập Đệ wehrten die Lê-Streitkräfte 1570 einen Angriff von Mạc Kính Điển im Tiefland von Thanh Hóa ab.
Im Frühjahr 1571 ernannte Lê Anh Tông Trịnh Tùng zum Fürsten. Im selben Jahr befahl die Mạc-Dynastie Mạc Kính Điển, in Nghệ An einzumarschieren, während ein anderer Mạc-General einen amphibischen Angriff auf Thuận Hóa, der äußersten südlichen Präfektur des Lê-Reichs, durchführte. Die Mạc-Streitkräfte landeten auf Thuận Hóa, wurden jedoch von General Nguyễn Hoàng, dem Schwiegeronkel von Trịnh Tùng, besiegt. An der Front in Nghệ An gelang es die Lê-Streitkräfte unter der Führung Trịnh Tùngs, die Armee von Mạc Kính Điển zu besiegen.

## Tod
Im Jahr 1573 begann sich Anh Tông unwohl zu fühlen, weil Trịnh Tùng jeden Aspekt des Staates regierte. Der Kaiser arbeitete mit Lê Cập Đệ zusammen, um eine Verschwörung gegen Trịnh Tùng zu schmieden. Die Verschwörung scheiterte und anschließend tötete Trịnh Tùng Lê Cập Đệ. Anh Tông verließ die kaiserliche Hauptstadt Vạn Lại (Thanh Hóa) und floh mit seinen vier ältesten Söhnen Lê Bách, Lê Lựu, Lê Ngạnh and Lê Tùng nach Nghệ An. Trịnh Tùng organisierte einen Rat mit Staatsministern, um bekannt zu geben, dass Anh Tông auf unwürdige Personen gehört und den Staat im Chaos zurückgelassen hatte. Tùng behauptete dann, die Nation könnte nicht einmal einen Tag ohne einen Kaiser überleben. Tùng beschloss danach, den fünf Jahre alten jüngsten Sohn von Anh Tông, Lê Duy Đàm, der spätere Kaiser Lê Thế Tông, zu finden und Đàm auf den Thron zu setzen. Danach befahl Tùng seine vertrauenswürdigen Leutnants, nach Nghệ An zu kommen, um Anh Tông zu überreden, in die Hauptstadt zurückzukehren. Auf dem Weg in die Hauptstadt wurde Lê Anh Tông von Tùng Günstling Tống Đức Vị ermordet. Das von Trịnh Tùng geleitete Gericht gab offiziell bekannt, dass Anh Tông Selbstmord begangen hatte. Der Kaiser starb im Alter von 42 Jahren und wurde im Bố Vệ-Mausoleum in Thanh Hóa beigesetzt. Nach seinem Tod erhielt er den Tempelnamen Anh Tông (英宗) und den posthumen Namen Tuấn Hoàng đế (峻皇帝).